# Jeff Bridges
Jeffrey Leon Bridges (Los Ángeles, 4 de diciembre de 1949), conocido como Jeff Bridges, es un actor, músico, productor, fotógrafo, dibujante, narrador y viticultor estadounidense ganador del premio Óscar, del Globo de Oro, del Premio del Sindicato de Actores y del Premio Cecil B. DeMille por su trayectoria profesional. Es hijo del actor Lloyd Bridges.

## Biografía
Hijo del actor Lloyd Bridges y de la actriz Dorothy Dean Simpson y hermano del también actor, Beau Bridges. Al margen de Beau, Jeff tiene una hermana menor llamada Cindy y un hermano ya fallecido de nombre Gary. Su abuelo materno era un inmigrante de Liverpool, Inglaterra. Sus padrinos fueron Betty Garrett y Larry Parks.
Bridges y sus hermanos se criaron en la sección Holmby Hills de Los Ángeles. Compartía una estrecha relación con su hermano Beau, quien actuó como padre sustituto cuando su padre trabajaba. En la película The Fabulous Baker Boys Jeff y Beau hacen también de los hermanos Baker. Se graduó de University High School en 1967. A los 17 años realizó una gira con su padre en una producción teatral de Anniversary Waltz, y luego se mudó a la ciudad de Nueva York, donde estudió actuación en el Herbert Berghof Studio. También sirvió en la Reserva de la Guardia Costera de los Estados Unidos como contramaestre de 1967 a 1975 en San Luis Obispo, California, con una calificación terminal de contramaestre de segunda clase.

## Trayectoria
Bridges hizo su primera aparición en la pantalla en un papel no acreditado en The Company She Keeps (1951); la película se estrenó poco después de su primer cumpleaños. A los dos años Bridges intervino, sin acreditar, junto a su madre y hermano Beau, en un título cinematográfico dirigido por John Cromwell, Libertad bajo palabra (1951). A finales de los años 1950 y durante la década de 1960 comenzó a aparecer en la pequeña pantalla, interviniendo en series protagonizadas por su padre, como Sea Hunt (1958-1961), The Loner y en la serie antológica de CBS The Lloyd Bridges Show (1962-1963).
Hizo su debut en 1969 en una película producida para la televisión y en el cine con Odio en las aulas (1970), un drama dirigido por Paul Bogart y en 1971 fue contratado por Peter Bogdanovich para la galardonada película La última película, con la que obtuvo una nominación al Óscar como mejor actor de reparto, y a partir de la cual se lo consideró una joven promesa del cine. Más tarde trabajó con John Huston en Fat City (1972), película en la que aparecía la actriz y modelo Candy Clark, quien se convirtió en su pareja sentimental. Tras romper con Clark, Bridges inició un noviazgo con Valerie Perrine, su compañera de reparto en El último héroe americano (1973), película dirigida por Lamont Johnson. 
Por Thunderbolt and Lightfoot (1974) de Michael Cimino y coprotagonizado por Clint Eastwood, Bridges demostró de nuevo su registro dramático, siendo nominado nuevamente al Oscar a mejor actor secundario, pero sin fortuna.
En 1977 contrajo matrimonio con la fotógrafa Susan Geston, con quien todavía permanece casado. Geston y Bridges, que tienen tres hijas en común, se conocieron durante el rodaje de la película Rancho Deluxe (1975), film dirigido por Frank Perry. Durante la segunda mitad de los años 1970 Bridges intervino en títulos como la taquillera King Kong de (1976), adaptación de John Guillermin coprotagonizado por Jessica Lange, luego atravesó una etapa en la que sus películas no tuvieron el éxito esperado. Hizo Alguien mató a su marido (1978), film en el que volvió a coincidir con el director Lamont Johnson y en 1982 trabajó en el filme de ciencia ficción Tron.
Hasta que en 1984 hizo primero Against All Odds y la clásica y aclamada Starman con la cual fue nominado al Oscar como mejor actor principal. Bridges cambió su suerte otra vez, ambas películas tuvieron elogios por parte de la crítica especializada y una gran acogida por parte del público. Desde entonces ha seguido una trayectoria ascendente y se ha ido convirtiendo con los años en uno de los actores más sólidos del cine estadounidense, demostrando en numerosas ocasiones su capacidad de interpretar de forma realista y convincente muy diversos personajes. 
Luego trabajó en 8 Million Ways to Die (1986) de Hal Ashby, Nadine (1987), comedia coprotagonizada por Kim Basinger, Tucker: un hombre y su sueño (1988), película de Francis Ford Coppola, o The Fabulous Baker Boys (1989), uno de sus títulos más populares coprotagonizado por Michelle Pfeiffer y su hermano Beau.
En los años 1990 protagonizó Texasville (1990), una secuela de La última película; The Fisher King (1991), fantasía dirigida por Terry Gilliam; Fearless (1993), drama psicológico realizado por Peter Weir; y El gran Lebowski (1998), título filmado por los hermanos Coen. Otras películas de su filmografía, que suele dedicar su tiempo libre a tocar su guitarra y a practicar fotografía, son The Contender (2000), film que le valió su cuarta nominación al Oscar, Seabiscuit (2003), título coprotagonizado por Tobey Maguire y Chris Cooper, The Door in the Floor (2004), adaptación de John Irving que volvió a emparejarlo con la actriz Kim Basinger tras su protagonismo en Nadine.
En Iron Man (2008), con la cabeza rapada y barba, interpretó a Obadiah Stane/Iron Monger, el socio y rival de Iron Man de Robert Downey Jr.

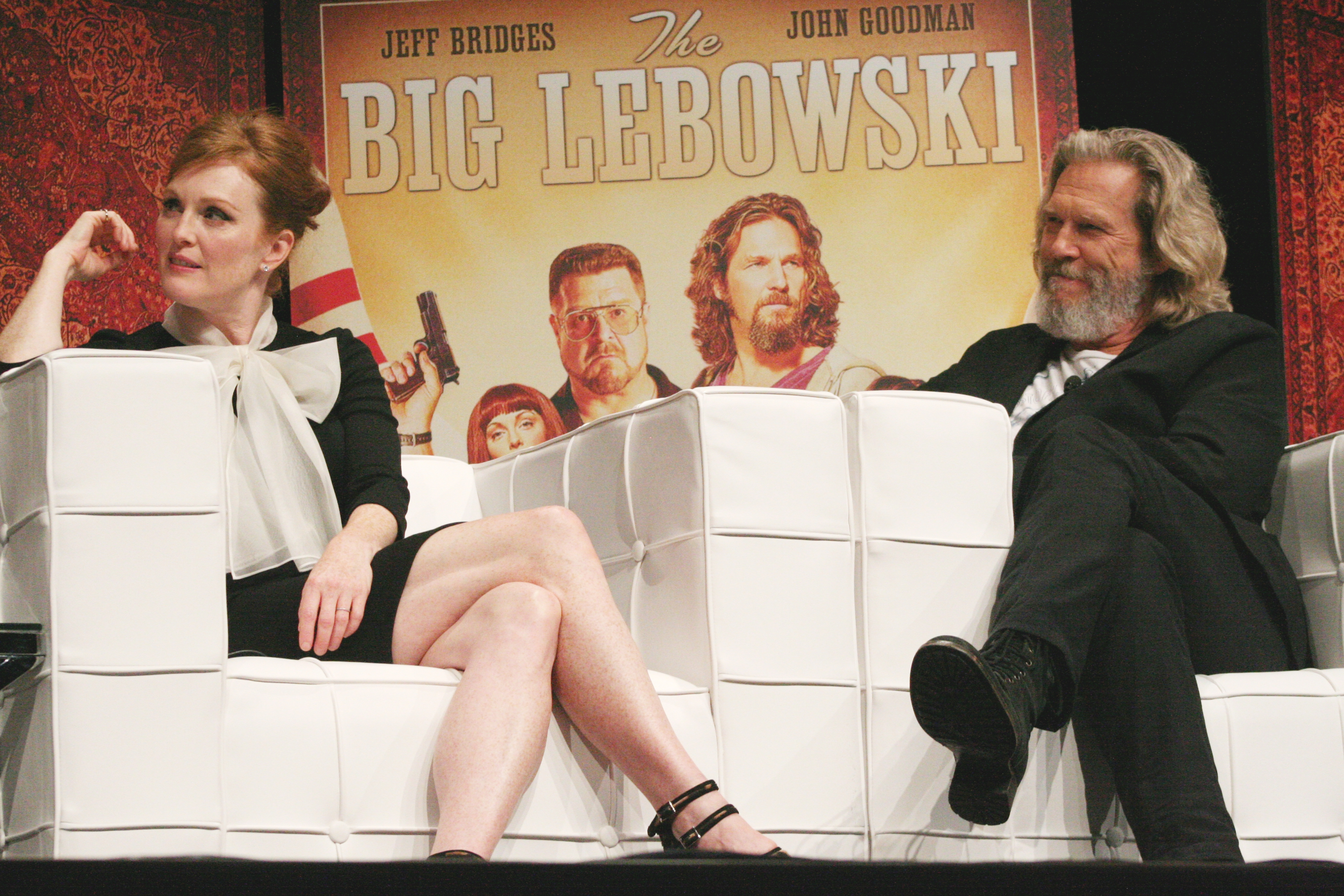
Julianne Moore y Jeff Bridges en el Lebowski Fest de 2011.

En 2010, 39 años después de su primera nominación, Bridges, que había ganado el Globo de Oro dos meses antes, recibió el Óscar de la academia como mejor actor por la película Crazy Heart, en la cual interpreta a Bad Blake, un cantante agobiado de country al que se le da la oportunidad de cambiar su vida. En 2011, fue nuevamente nominado al premio Óscar por su papel en el western de los hermanos Coen True Grit (2010), donde interpretó a un vaquero malhumorado de nombre Rooster Cogburn, personaje que ya había sido interpretado a fines de los años 1960 por John Wayne.
Después de anunciar que fue diagnosticado con linfoma en 2020, Jeff Bridges estuvo listo para regresar a la actuación con la serie 'The Old Man' de FX que se estrenó el 16 de junio del 2022.

## Vida personal
Bridges se casó con Susan Geston en 1977. El 19 de octubre de 2020, Bridges anunció que le habían diagnosticado linfoma y había recibido quimioterapia. Bridges también anunció que contrajo COVID-19 mientras estaba en tratamiento y señaló que fue una experiencia difícil que, según dijo, hizo que el cáncer "pareciera pan comido". Dijo que ahora está completamente vacunado contra el COVID-19.

## Filmografía
| Cine | Cine                                    | Cine                                  | Cine              |
| Año  | Título                                  | Papel                                 | Notas             |
| ---- | --------------------------------------- | ------------------------------------- | ----------------- |
| 1951 | The Company She Keeps                   | Él mismo                              |                   |
| 1970 | Halls of Anger                          | Douglas (Doug)                        |                   |
| 1971 | The Last Picture Show                   | Duane Jackson                         |                   |
| 1971 | The Yin and the Yang of Mr. Go          | Nero Finnighan                        |                   |
| 1972 | Fat City                                | Ernie Munger                          |                   |
| 1972 | Bad Company                             | Jake Rumsey                           |                   |
| 1973 | Lolly-Madonna                           | Zack Feather                          |                   |
| 1973 | The Last American Hero                  | Elroy Jackson, Jr.                    |                   |
| 1973 | The Iceman Cometh                       | Don Parritt                           |                   |
| 1974 | Thunderbolt and Lightfoot               | Lightfoot                             |                   |
| 1975 | Rancho DeLuxe                           | Jack McKee                            |                   |
| 1975 | Hearts of the West                      | Lewis Tater                           |                   |
| 1976 | Stay Hungry                             | Craig Blake                           |                   |
| 1976 | King Kong                               | Jack Prescott                         |                   |
| 1978 | Somebody Killed Her Husband             | Jerry Green                           |                   |
| 1979 | Winter Kills                            | Nick Kegan                            |                   |
| 1979 | The American Success Company            | Harry Flowers                         |                   |
| 1980 | Heaven's Gate                           | John L. Bridges                       |                   |
| 1981 | Cutter's Way                            | Richard Bone                          |                   |
| 1982 | Tron                                    | Kevin Flynn                           |                   |
| 1982 | Kiss Me Goodbye                         | Dr. Rupert Baines                     |                   |
| 1982 | El último unicornio                     | Prince Lír                            | Voz               |
| 1984 | Against All Odds                        | Terry Brogan                          |                   |
| 1984 | Starman                                 | Starman/Scott Hayden                  |                   |
| 1985 | Al filo de la sospecha                  | Jack Forrester                        |                   |
| 1986 | 8 Million Ways to Die                   | Matthew "Matt" Scudder                |                   |
| 1986 | A la mañana siguiente                   | Turner Kendall                        |                   |
| 1987 | Nadine                                  | Vernon Hightower                      |                   |
| 1988 | Tucker: un hombre y su sueño            | Preston Tucker                        |                   |
| 1989 | See You in the Morning                  | Larry Livingstone                     |                   |
| 1989 | The Fabulous Baker Boys                 | Jack Baker                            |                   |
| 1990 | Texasville                              | Duane Jackson                         |                   |
| 1991 | The Fisher King                         | Jack Lucas                            |                   |
| 1992 | American Heart                          | Jack Kelson                           | También productor |
| 1993 | The Vanishing                           | Barney Cousins                        |                   |
| 1993 | Fearless                                | Max Klein                             |                   |
| 1994 | Blown Away                              | Jimmy Dove/Liam McGivney              |                   |
| 1995 | Wild Bill                               | James Butler 'Wild Bill' Hickok       |                   |
| 1996 | White Squall                            | Captain Christopher 'Skipper' Sheldon |                   |
| 1996 | The Mirror Has Two Faces                | Gregory Larkin                        |                   |
| 1998 | El gran Lebowski                        | Jeffrey "The Dude" Lebowski           |                   |
| 1999 | Arlington Road                          | Michael Faraday                       |                   |
| 1999 | The Muse                                | Jack Warrick                          |                   |
| 1999 | Simpatico                               | Lyle Carter                           |                   |
| 2000 | Candidata al poder                      | President Jackson Evans               |                   |
| 2001 | Scenes of the Crime                     | Jimmy Berg                            |                   |
| 2001 | K-Pax                                   | Dr. Mark Powell                       |                   |
| 2002 | Lost in La Mancha                       | Narrador                              | Documental        |
| 2003 | Anónimos                                | Tom Friend                            |                   |
| 2003 | Seabiscuit                              | Charles S. Howard                     |                   |
| 2004 | The Door in the Floor                   | Ted Cole                              |                   |
| 2005 | The Amateurs                            | Andy                                  |                   |
| 2005 | Tideland                                | Noah                                  |                   |
| 2006 | Stick It                                | Burt Vickerman                        |                   |
| 2007 | Surf's Up                               | Ezekiel 'Big Z' Topanga/Zeek          | Voz               |
| 2008 | Iron Man                                | Obadiah Stane / Iron Monger           |                   |
| 2008 | How to Lose Friends and Alienate People | Clayton Harding                       |                   |
| 2009 | The Open Road                           | Kyle                                  |                   |
| 2009 | Crazy Heart                             | Otis "Bad" Blake                      |                   |
| 2009 | The Men Who Stare at Goats              | Bill Django                           |                   |
| 2010 | Tron: Legacy                            | Kevin Flynn/Clu 2.0                   |                   |
| 2010 | True Grit                               | Rooster Cogburn                       |                   |
| 2012 | A Place at the Table                    | Narrador                              | Documental        |
| 2013 | R.I.P.D.                                | Roicephus "Roy" Pulsipher             |                   |
| 2013 | Pablo                                   | Narrador                              |                   |
| 2014 | The Giver                               | El dador                              | También productor |
| 2014 | El séptimo hijo                         | Maestro Gregory                       |                   |
| 2015 | El principito                           | El aviador                            | Voz               |
| 2016 | Hell or High Water                      | Marcus Hamilton                       |                   |
| 2017 | The Only Living Boy in New York         | W.F. Gerald                           | Posproducción     |
| 2017 | Kingsman: The Golden Circle             | Champagne "Champ"                     | Producción        |
| 2017 | Only the Brave                          | Duane Steinbrink                      | Producción        |
| 2018 | Bad Times at the El Royale              | Father Daniel Flynn                   | Protagonista      |
| 2019 | Spider-Man: lejos de casa               | Obadiah Stane                         | Cameo             |
| 2025 | Tron: Ares                              | Kevin Flynn                           |                   |

| Televisión | Televisión                 | Televisión                         | Televisión                                                      |
| Año        | Título                     | Rol                                | Notas                                                           |
| ---------- | -------------------------- | ---------------------------------- | --------------------------------------------------------------- |
| 1958–1960  | Sea Hunt                   | Davey Crane/Jimmy/Boy/Kelly Bailey | 4 episodios                                                     |
| 1962–1963  | The Lloyd Bridges Show     | Varios                             | 3 episodios                                                     |
| 1965       | The Loner                  | Bud Windom                         | Episodio: "The Ordeal of Bud Windom"                            |
| 1969       | The F.B.I.                 | Terry Shelton                      | Episodio: "Boomerang"                                           |
| 1969       | Lassie                     | Cal Baker                          | Episodio: "Success Story"                                       |
| 1969       | Silent Night, Lonely Night | John Young                         | Película de TV                                                  |
| 1970       | The Don Knotts Show        | Él mismo                           | 1 episodio                                                      |
| 1970       | The Most Deadly Game       | Hawk                               | Episodio: "Nightbirds"                                          |
| 1971       | In Search of America       | Mike Olson                         | Película de TV                                                  |
| 1981       | Great Performances         | Michael Loomis                     | Episodio: "The Girls in Their Summer Dresses and Other Stories" |
| 1983       | Faerie Tale Theatre        | Claude / Prince                    | Episodio: "Rapunzel"                                            |
| 1983       | Saturday Night Live        | Él mismo (invitado)                | Episodio: "Beau Bridges and Jeff Bridges/Randy Newman"          |
| 1996       | Hidden in America          | Vincent                            | Película de TV                                                  |
| 2008       | Dog Year                   | Jon Katz                           | Película de TV                                                  |
| 2010       | Saturday Night Live        | Él mismo (invitado)                | Episodio: "Jeff Bridges/Eminem and Lil Wayne"                   |
| 2022       | The Old Man                |                                    | Serie de TV                                                     |

## Premios y nominaciones
Premios Óscar
| Año  | Categoría              | Película                  | Resultado |
| ---- | ---------------------- | ------------------------- | --------- |
| 2016 | Mejor actor de reparto | Hell or High Water        | Nominado  |
| 1975 | Mejor actor de reparto | Thunderbolt and Lightfoot | Nominado  |
| 1972 | Mejor actor de reparto | The Last Picture Show     | Nominado  |
| 1985 | Mejor actor            | Starman                   | Nominado  |
| 2001 | Mejor actor de reparto | The Contender             | Nominado  |
| 2010 | Mejor actor            | Crazy Heart               | Ganador   |
| 2011 | Mejor actor            | True Grit                 | Nominado  |
| 2017 | Mejor actor de reparto | Comanchería               | Nominado  |

Festival Internacional de Cine de San Sebastián
| Año  | Categoría       | Resultado |
| ---- | --------------- | --------- |
| 2004 | Premio Donostia | Ganador   |